# Штајнхорст (Доња Саксонија)
Штајнхорст (њем. Steinhorst) град је у њемачкој савезној држави Доња Саксонија. Једно је од 41 општинског средишта округа Гифхорн. Према процјени из 2010. у граду је живјело 1.377 становника. Посједује регионалну шифру (AGS) 3151029.

## Географски и демографски подаци
Штајнхорст се налази у савезној држави Доња Саксонија у округу Гифхорн. Град се налази на надморској висини од 72 метра. Површина општине износи 57,8 km². У самом граду је, према процјени из 2010. године, живјело 1.377 становника. Просјечна густина становништва износи 24 становника/km².